# Monsenhor Gil
Monsenhor Gil is een gemeente in de Braziliaanse deelstaat Piauí. De gemeente telt 10.639 inwoners (schatting 2009).